# Iridescència
La iridescència és un fenomen òptic caracteritzat com la propietat de certes superfícies en les quals el to de la llum varia segons l'angle des del qual s'observa la superfície, com en les taques d'oli, les bombolles de sabó i les ales d'una papallona.
La iridescència és causada per múltiples reflexions de la llum en múltiples superfícies semitransparents, on els subseqüents canvis de fase i interferència de les reflexions modulen la llum incident per l'amplificació o atenuació de les diferents freqüències.
La paraula iris té el seu origen en la paraula grega Iris (Iri*s), que significa llum, i era el nom de la deessa Iris en la mitologia grega, qui és la personificació de la llum i actuava com deessa del sol.

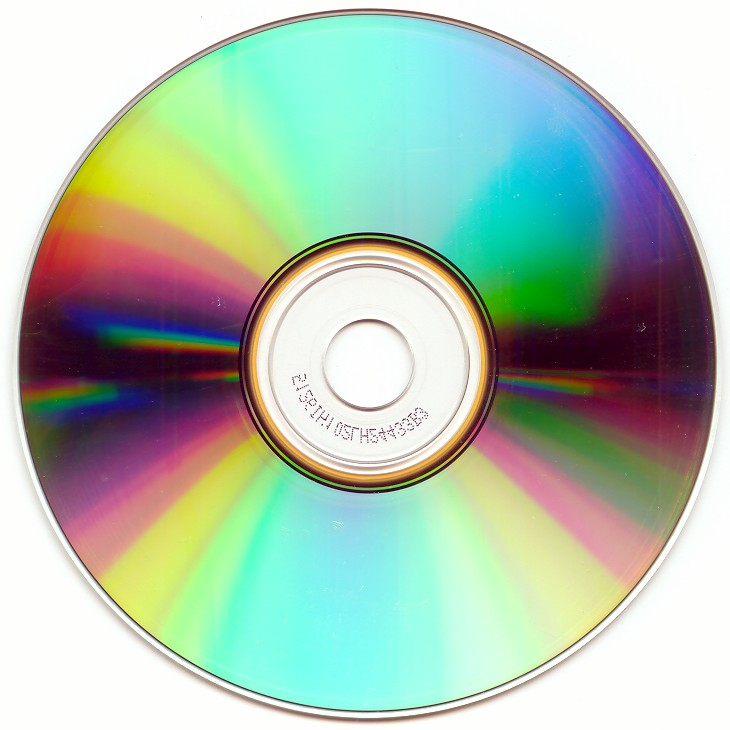
Iridescència d'un CD
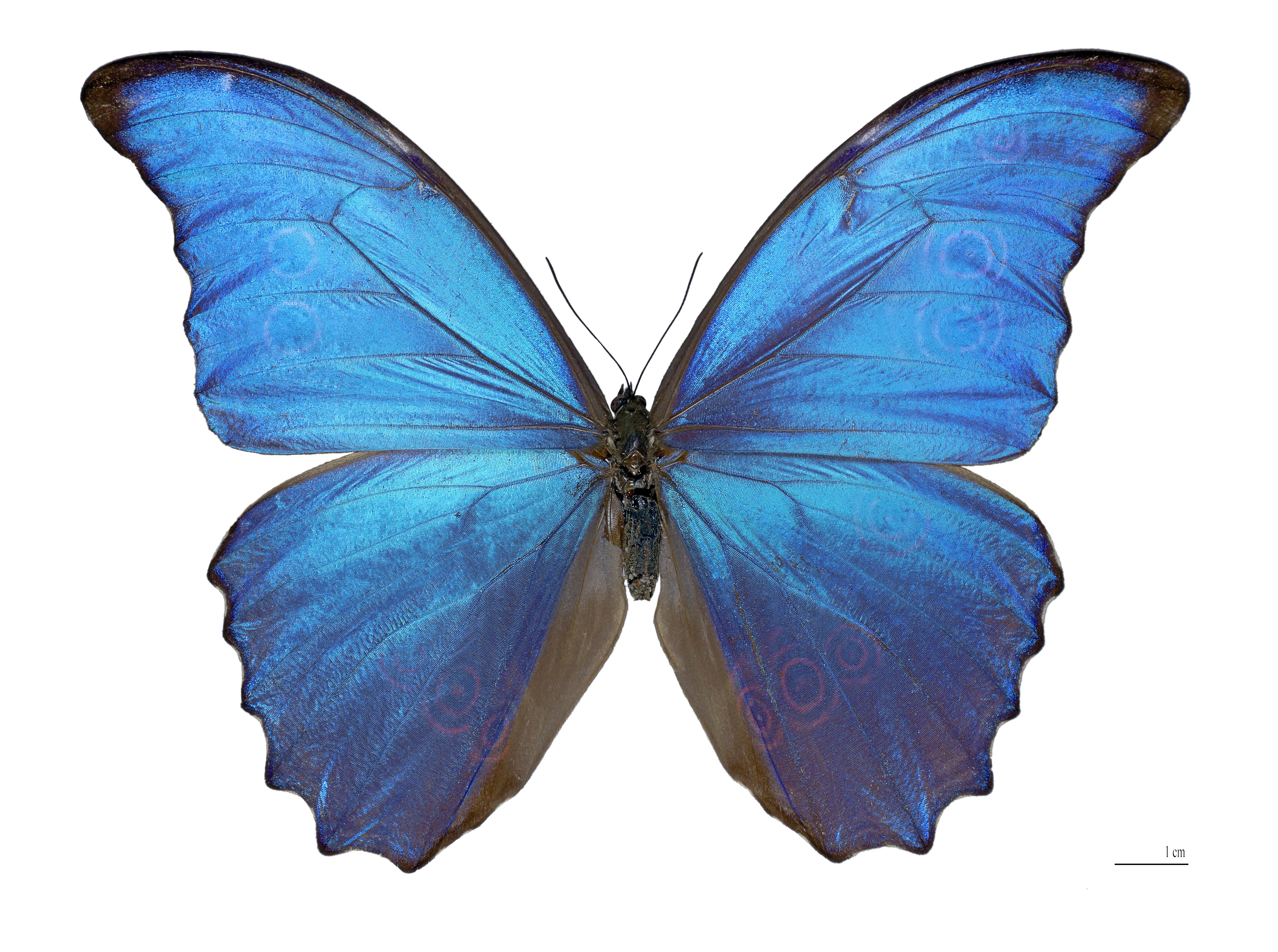
Iridescència de les ales de la papallona Morpho didius.
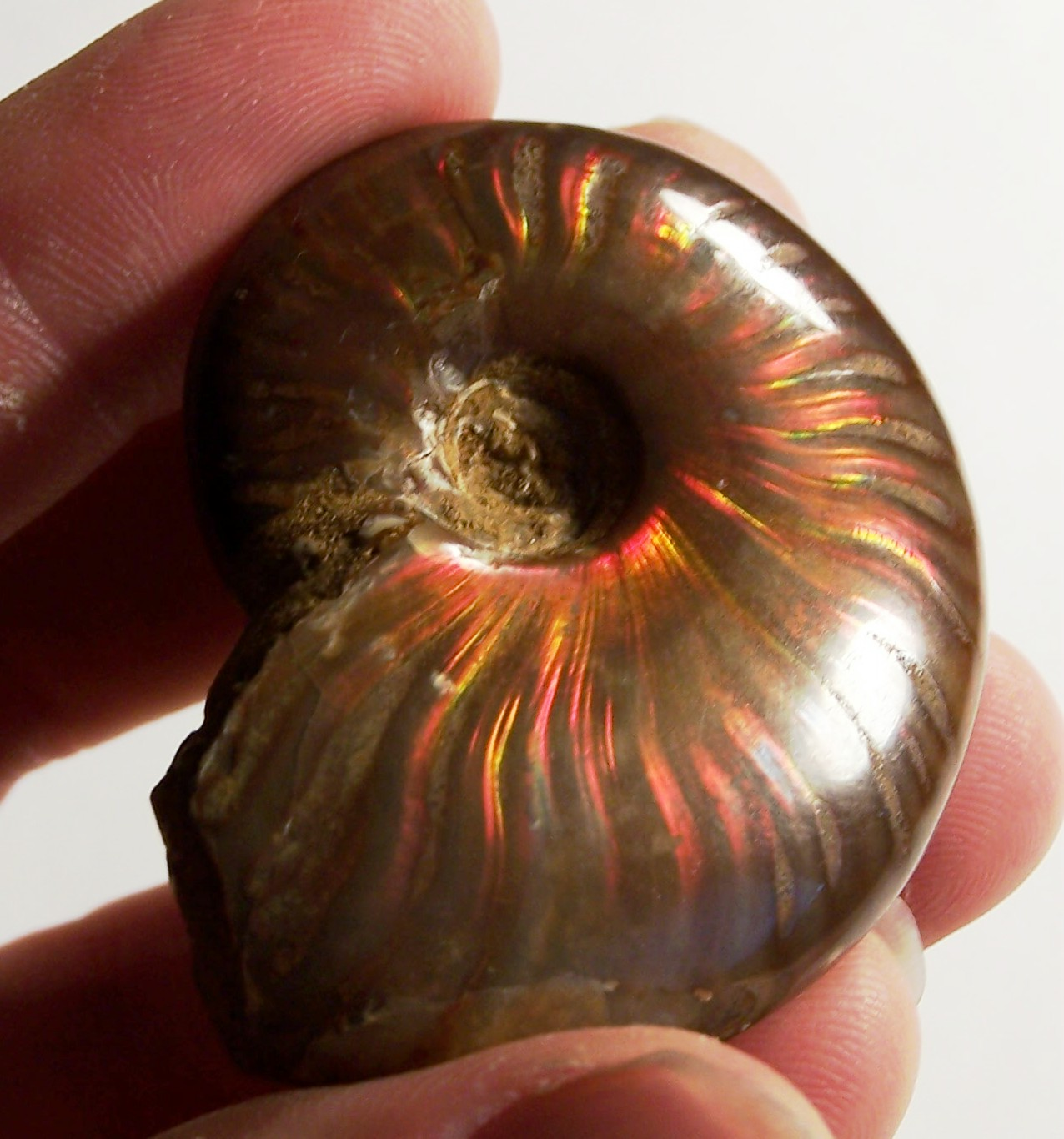
Fòssil d'ammonit mostrant iridescència.
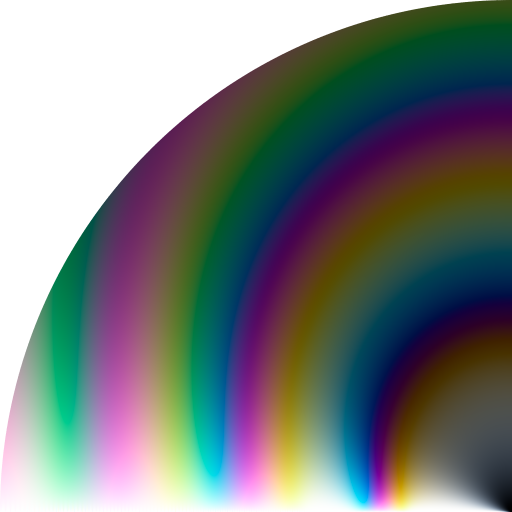
Colors reflectits per una fina pel·lícula d'aigua il·luminada amb llum blanca no polaritzada. El radi és proporcional al gruix de la pel·lícula i l'angle polar és l'angle d'incidència.